# Це вільний світ...
Це вільний світ… (англ. It’s a Free World…) — драматичний фільм 2007 року режисера Кена Лоуча за сценарієм Пола Лаверті. Лаверті отримав «Золоту озеллу» (найкращий сценарій) на Венеціанському кінофестивалі 2007 року. Амбітна британка з робітничого класу, яку грає Кірстон Верінг, намагається покращити свою долю, заснувавши власний бізнес.

## Сюжет
Енджі (Кірстон Верінг), молода жінка, розчарована після звільнення чергової безперспективної роботи, вирішує створити власне кадрове агентство, керуючи нею на кухні разом зі своєю подругою та сусідкою по квартирі Роуз (Джульєтта Елліс). Енджі вдається побудувати успішний бізнес, водночас маючи справу з занедбаним сином, який має проблеми в школі, та батьками, які не схвалюють її затію. Їй також доводиться запевняти Роуз, що вони стануть легальними, коли бізнес стане на міцну фінансову основу — у них немає ліцензіїале Енджі принаймні наполягає на тому, щоб наймати лише легальних працівників, а не нелегальних іммігрантів.
Тим часом Енджі зав'язує романтичні стосунки з Каролем (Леслав Журек), англомовним поляком, який опинився в такій самій скруті, що й ті, кого вербує Енджі. Вона також допомагає Махмуду, його дружині та двом маленьким донькам, на превеликий жаль для Роуз. Махмуда депортували, але він переховується, щоб уникнути ймовірного тюремного ув'язнення на батьківщині в Ірані.
Незважаючи на побоювання Роуз, Енджі дедалі більше прагне зробити все можливе, щоб побудувати бізнес. Коли Енджі анонімно повідомляє уряду про табір іммігрантів, це стає останньою краплею для Роуз. Вона звільняється.
Коли один роботодавець відмовляється виплатити двадцятьом працівникам Енджі 40 000 фунтів стерлінгів, які вони заборгували, стається катастрофа. Вони звинувачують її, і деякі з них вдаються до рішучих дій. Спочатку вони викрадають її сина Джеймі (Джо Сіффліт), а потім зв'язують її саму. Після обшуку в її квартирі вони забирають її прибуток (близько чверті того, що їм належить) і йдуть, але попередивши її, що хочуть отримати решту, інакше вона більше ніколи не побачить свого сина. Незабаром після цього з'являється Джеймі, не знаючи, що «поліцейські», з якими він розмовляв, були несправжніми. У фінальній сцені Енджі повністю відмовляється від своїх докорів сумління; вона їде в Україну, щоб свідомо вербувати нелегальних робітників, пропонуючи отримати для них підроблені документи.

## У ролях
- Кірстон Вейрінг / Енджі
- Джульєтта Елліс / Роуз
- Леслав Зурек / Кароль
- Джо Сіффліт / Джеймі
- Колін Кофлін / Джефф
- Меґі Рассел / Кеті (роль Меґі Хассі)
- Реймонд Мірнс / Енді
- Давуд Растгу / Махмуд
- Махін Аміннія / Махін, дружина Махмуда
- Шаде Кавусян / Шаде, донька Махмуда і Махін
- Шива Кавусян / Шіва, донька Махмуда та Махін
- Френк Гілхулі / Дерек
- Девід Дойл / Тоні
- Едді Веббер / директор компанії
- Джонні Пальмієро / директор компанії
- Фарук Пруті / розлючений робітник Емір
- Джекі Робінсон-Браун / директор школи (Джекі Робінсон-Браун)
- Міро Сомерс / нападник

## Критика
Хоча фільм не отримав широких рецензій, він отримав загалом позитивні відгуки від критиків. Веб-сайт агрегатор рецензій Rotten Tomatoes дає фільму оцінку 84 % на основі 19 рецензій, 16 із 19 були оцінені як позитивні, із середнім рейтингом 6,6 з 10.
Пітер Хоуелл написав у Toronto Star: «Новачок Верінг демонструє гідну нагороди роль сталевої Енджі, яку неможливо ненавидіти, навіть коли вона все глибше опускається в моральну прірву».

## Нагороди
За виконання ролі Енджі Верінг отримала номінацію на премію «Найкраща актриса» на BAFTA Television Awards 2008, програвши Ейлін Аткінс. Фільм отримав «Білий верблюд» (приз за найкращий фільм) на шостому Міжнародному кінофестивалі в Сахарі, єдиному кінофестивалі у світі, який святкують у таборі для біженців.

## Цікаві факти
- В Україні брали участь у створенні фільму: Козлова Олена, Фільшина Валерія, Шевченко Олена, Галушко Максим, Світний Сергій, Чукаловець Марина, Семко Валентин, Гришкевич Борис.
- Фільм, який дивляться Анджела та Джеймі, чекаючи на доставку піци — «Пси-воїни» (2002).